# Seven Hills (Ohio)
Seven Hills est une ville située dans le comté de Cuyahoga, dans l'État de l'Ohio, aux États-Unis. Elle se trouve dans la banlieue sud de Cleveland. En 2010, sa population était de 11 804 habitants.

## Source de la traduction
- (en) Cet article est partiellement ou en totalité issu de l’article de Wikipédia en anglais intitulé « Seven Hills, Ohio » (voir la liste des auteurs).